# Нонасилицид пентанеодима
Нонасилицид пентанеодима — бинарное неорганическое соединение
неодима и кремния
с формулой Nd5Si9 (или NdSi1,8),
кристаллы.

## Получение
- Сплавление стехиометрических количеств чистых веществ:

{\displaystyle {\mathsf {5Nd+9Si\ {\xrightarrow {1760^{o}C}}\ Nd_{5}Si_{9}}}}

## Физические свойства
Нонасилицид пентанеодима образует кристаллы двух модификаций:
- α-Nd5Si9, ромбическая сингония, пространственная группа I mma, параметры ячейки a = 0,413 нм, b = 0,410 нм, c = 1,375 нм, существует при температуре ниже 100-150°С;
- β-Nd5Si9, тетрагональная сингония, пространственная группа I 41/amd, параметры ячейки a = 0,4111 нм, c = 1,3556 нм, существует при температуре выше 100-150°С.